# Викторовка (Ширяевский район)
Викторовка (укр. Вікторівка) — село, относится к Ширяевскому району Одесской области Украины. Находится на реке Журовка.
Население по переписи 2001 года составляло 798 человек. Почтовый индекс — 66813. Телефонный код — 4858. Занимает площадь 2,74 км². Код КОАТУУ — 5125480701.

## Местный совет
66813, Одесская обл., Ширяевский р-н, с. Викторовка, ул. Ленина, 45